# Вечный странник
 (срп. Вечити луталица) сингл је руске певачице Марије Кац (познате под псеудонимом Јудиф) са којим је представљала Русију на Песми Евровизије 1994. године у Даблину. Музику за песму написао је Лав Землински док је текст написала сама Марија Кац. Била је то прва песма која је представљала Русију на Песми Евровизије, а уједно и први пут у историји такмичења да је једна песма отпевана на руском језику учестовала у такмичарском делу програма.
Песма је премијерно изведена на руском националном избору одржаном 12. марта 1994. године у Москви, у конкуренцији са још осам песама. Гласовима стручног жирија у ком се налазило укупно 16 особа песма Вечный странник освојила је прво место и на тај начин постала првим представником Русије на евровизијском такмичењу. 
У финалној вечери Песме Евровизије 1994. одржаној 30. априла Русија је наступила под редним бројем 23 и са 70 освојених бодова заузела укупно 7. место. Највиша оцена за Русију на такмичењу била је 10 поена од Пољске. Јудиф је на сцени наступила уз пратњу гитариста Игора Хомича и Вадима Чебанова, док је оркестром дириговао Лав Землински. 